# Westerhoven
Westerhoven (Brabants: Wésteroowve) is een dorp dat deel uitmaakt van de gemeente Bergeijk, in de Nederlandse provincie Noord-Brabant. Het dorp is gelegen in regio de Kempen en telt 2.060 inwoners (1 januari 2023).
Westerhoven is een langgerekt straatdorp. De inwoners zijn werkzaam in de agrarische sector, het toerisme, enkele ambachtelijke bedrijven en in de industrieën in de omliggende plaatsen. Buiten Westerhoven bevindt zich bungalowpark De Kempervennen, dat is ontstaan bij het Eurostrand, een enorme waterplas die gegraven werd voor zand- en grindwinning. Naast het bungalowpark ligt de indoorskibaan Montana Snowcenter.

## Geschiedenis

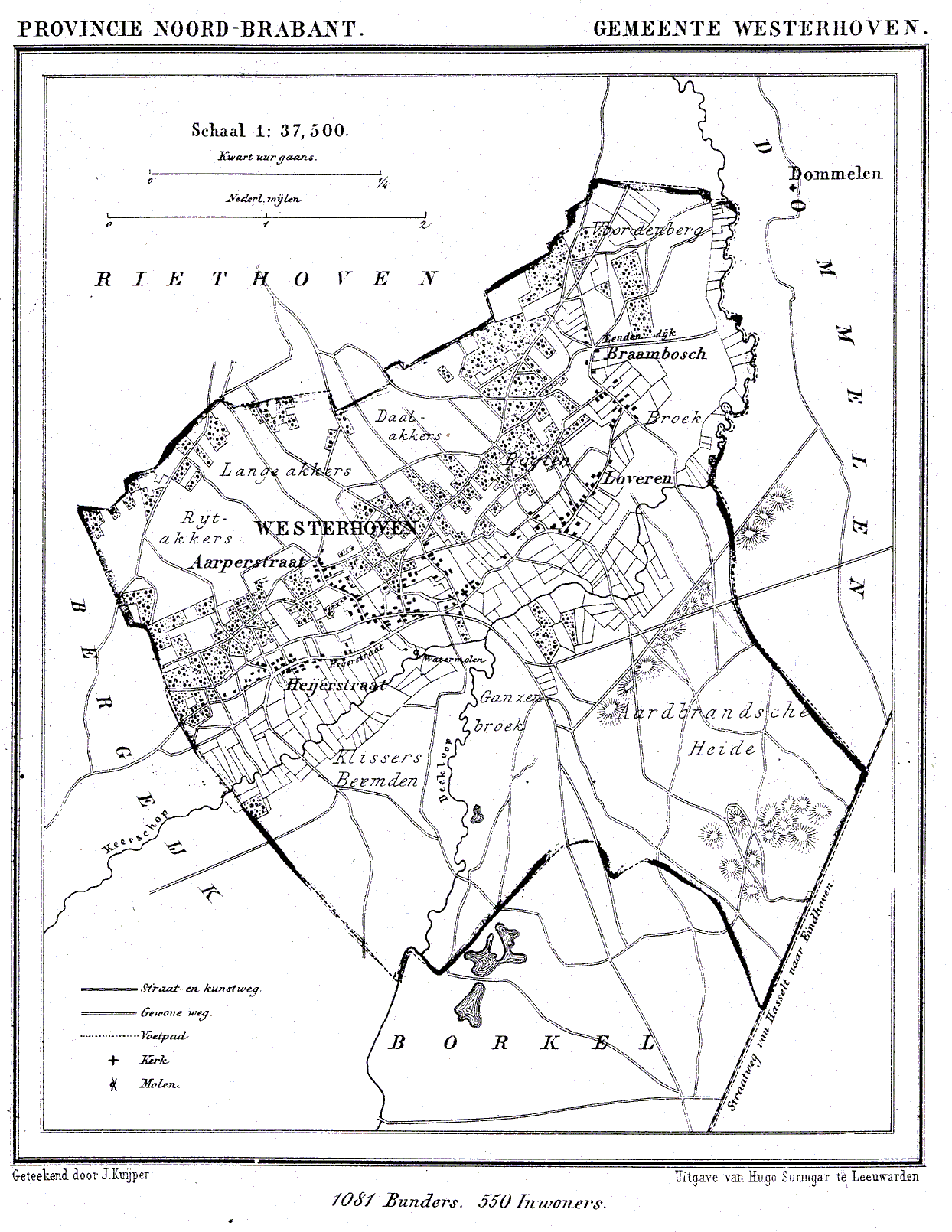
Westerhoven in 1869

Westerhoven ligt in het dal van de beken Keersop en Beekloop die net buiten het dorp stromen. Reeds in de prehistorie vonden jager-verzamelaars het gebied aantrekkelijk genoeg om zich te vestigen. Eind 2008 zijn langs de Keersop, tijdens de reconstructiewerkzaamheden aan de beek, restanten van kampvuurtjes gevonden. Het houtskool van deze kampvuren kon gedateerd worden op 32.000 jaar oud en behoort hiermee tot de oudste archeologische grondsporen die ooit in Nederland zijn aangetroffen. 
De Heuvel, de verbindingsweg met buurdorp Riethoven, bestaat al vanaf de Romeinse tijd. Bij het rooien van een eiken wal aan de toenmalige Haverhof werd Frankisch keramiek gevonden. Westerhoven behoorde vanouds tot de heerlijkheid Bergeijk, maar werd in 1810 een zelfstandige gemeente. Deze werd in 1997 bij herindeling samengevoegd met de gemeente Bergeyk (nu Bergeijk).
In 2005 en 2006 is op diverse locaties in de Steenovens, Leemskuilen en Aan de Heerstraat gestart met een aanzienlijke uitbreiding van het aantal woningen en bedrijven in het dorp.

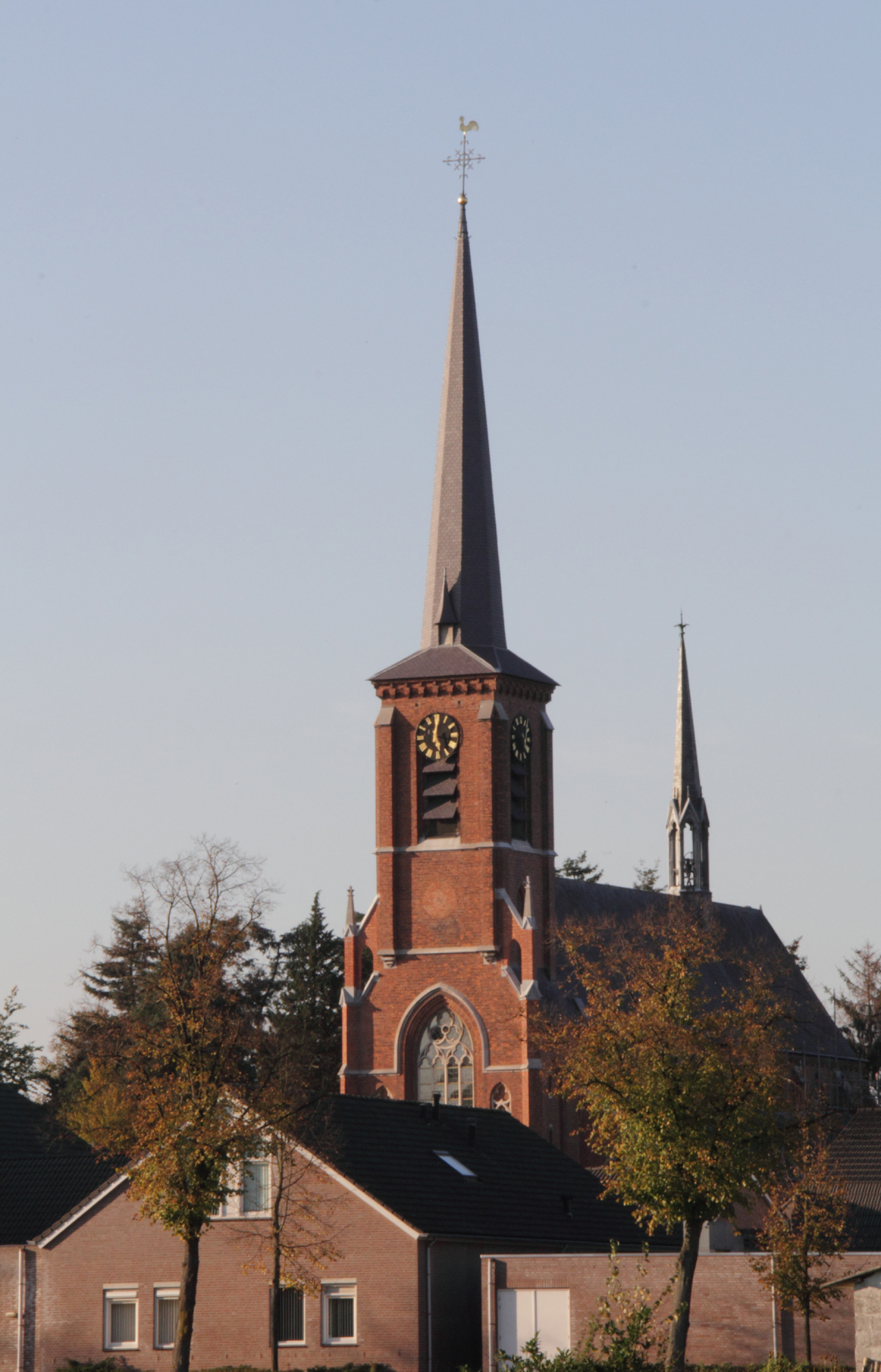
Sint-Servatiuskerk

## Religie

### Sint-Servatiuskerk
De Sint-Servatiuskerk is de parochiekerk van Westerhoven. 

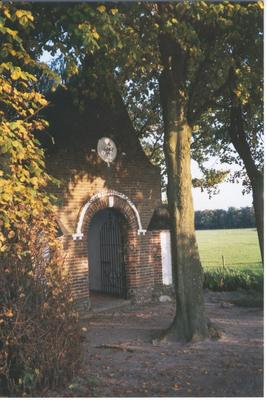
De St. Valentinuskapel aan de oever van de Keersop

### Sint-Valentinuskapel
De Sint-Valentinuskapel staat op de plek waar sinds lange tijd de gelovigen van Westerhoven de heilige Valentinus vereren. De kapel is gelegen bij een waterput in de buurtschap Loveren, ten oosten van Westerhoven. Deze put zou al uit de 8e eeuw stammen, maar daarover bestaat geen eenduidigheid. De put werd pas voor het eerst schriftelijk vermeld in 1799. Dominee Hazewinkel noemt het 'heilig putjen' in zijn Reisbeschrijving door de Meierei. Aan het water uit deze put werden geneeskrachtige eigenschappen toegeschreven. De heilige Valentinus werd vooral aangeroepen bij vallende ziekte, koortsen, wratten en reumatische pijnen. Op de plek bij de put heeft reeds eerder een kapel gestaan. Deze kapel is in de loop der eeuwen echter in verval geraakt, ze zou in 1825 zijn gesloopt. In 1947 werd een nieuwe kapel gebouwd, als dank vanwege het feit dat Westerhoven vrijwel ongeschonden uit de Tweede Wereldoorlog was gekomen. Resten van de middeleeuwse kapel zijn in het metselwerk van de huidige kapel verwerkt. Vanaf 1957 werd een lichtprocessie georganiseerd waaraan steeds door ongeveer 300 mensen werd deelgenomen.
In 1970 werd het Valentinusbeeld echter gestolen en er werden in het interieur van de kapel vernielingen aangericht. Pas in 1980 werd de kapel hersteld en in 1981 vond opnieuw de lichtprocessie plaats. Deze wordt sindsdien ieder jaar gehouden. De feestdag van de heilige Valentinus valt op 14 februari (Valentijnsdag). Sinds enkele jaren heet Westerhoven op die dag Valentinusdorp. Op 4 mei vindt in de kapel de Dodenherdenking plaats.

## Natuur en landschap
Langs Westerhoven stromen de beken Keersop en Beekloop. De Keersop is een beek die ontspringt in België bij Luyksgestel en uitmondt in de Dommel bij Dommelen. De beken zijn in beheer bij het waterschap De Dommel. Ze kennen grote natuurwaarde als gevolg van de relatief goede waterkwaliteit. Er komen vissen voor die trekgedrag vertonen, voorbeelden hiervan zijn bermpje, beekprik, kopvoorn en winde. Bij een voldoende hoge waterstand zijn de beekjes geschikt om met een kano te bevaren. Op enkele plekken aan de oever van de Beekloop is de ijsvogel gesignaleerd.
Naast de beekdalen kent de omgeving van Westerhoven akkers en, meestal droge, bossen. De omgeving leent zich voor het maken van korte of langere tochten. De bewegwijzerde Beekdalen wandelroute van vijf kilometer loopt door de natuur in de onmiddellijke omgeving van het dorp. Ook in het Westerhovense bos en op de Enderheide zijn korte of langere wandelingen mogelijk. Westerhoven is opgenomen in het fiets-knooppuntenplan van de Kempen en maakt ook deel uit van het nordic walking routenetwerk.
Aan de Keersop ter hoogte van het huidige Schut bevond zich vroeger de Westerhovense Watermolen. Hiervan zijn nog overblijfselen aanwezig.

## Nabijgelegen kernen
Riethoven, Bergeijk, Dommelen, Borkel en Schaft

## Geboren
- Alexander van Hattem (6 juni 1983), PVV-politicus

## Trivia
- Met carnaval heet Westerhoven Koffiegat en zijn de inwoners Koffieleuters en Koffieleuterinnekes.

- In 2022 is een deel van het dak van de Sint-Valentinuskapel afgebrand. Enkele maanden later is het dak door vrijwilligers uit Westerhoven en omgeving gerestaureerd. De oorzaak van de brand is niet bekent, maar er wordt vermoedt dat het om brandstichting gaat.
- De plaatselijke voetbalclub heet ZSC.

Hoofdplaats: Bergeijk      Dorpen: Loo · Luyksgestel · Riethoven · Weebosch · Westerhoven

Buurtschappen: Boshoven · Boscheind · Braambosch · Broekhoven · De Aa · De Rund · Eind · Heiereind · Hooge Berkt · Lage Berkt · Loveren · Muggenhool · Rijt · Sengelsbroek · Spaanrijt · Voort · Walik · Witrijt

Noord-Brabant: Steden en dorpen      Nederland: Provincies · Gemeenten